# Tamatea (Nouvelle-Zélande)

Tamatea  est une localité dans la région de Hawke's Bay dans l’est de l’Île du Nord de la Nouvelle-Zélande.

## Situation
C’est une banlieue de l’ouest de la cité de Napier.

## Démographie
Tamatea, comprenant les zones statistiques de Tamatea West, Tamatea North et Tamatea East, avait une population de 5 415 résidents lors du recensement de 2018 en Nouvelle-Zélande, en augmentation de 375 personnes (soit 7,4 %) depuis celui de recensement de 2013 en Nouvelle-Zélande, et une augmentation de 294 personnes( soit 5,7 %) depuis le  recensement de 2006 en Nouvelle-Zélande. 
Il y avait 2 031 foyers. 
On notait la présence de 2 598 hommes et 2 814 femmes, donnant un sexe-ratio de 0,92 homme  pour une femme, avec 1 224 personnes (soit 22,6 %) âgées de moins de 15 ans, 1 032 personnes (soit 19,1 %) âgées de 15 à 29 ans, 2 190 personnes (soit 40,4 %) âgées de30 à 64 ans, et 963 personnes (soit 17,8 %) âgées de 65 ans ou plus.
L’ethnicité  était de 78,1 % d’européens /Pākehā, 28,5 % Māori, 4,0 % personnes du Pacifique, 5,0  % d’Asie et 1,9 % d’autres ethnicités (le total fait plus de 100 %, dès lors qu’une personne peut s’identifier de multiples ethnicités).
La proportion de personnes nées outre-mer était de 13,1 %, comparée avec les 27,1 % au niveau  national.
Bien qu certaines personnes objectent à donner leur religion, 53,5 % disent n’avoir aucune religion, 32,8 % étaient chrétiens, 0,3 % était hindouistes, 0,3 % étaient musulmans, 0,6 % étaient bouddhistes et  5,0 % avaient une autre religion.
Parmi ceux d’au moins 15 ans d’âges, 498 personnes (soit 11,9 %) avaient un niveau de bachelier ou un degré supérieur et 1 017 personnes (soit 24,3 % ) n’avaient aucune qualification formelle . 
Le statut d’emploi de ceux de plus de 15 ans était pour 2 049 personnes ( soit 48,9 %) employés à plein temps et pour 588 personnes (soit 14,0 %) était employés à temps partiel avec 153 personnes (soit 3,7 %), qui étaient sans emploi .
| Nom           | Population      | logements | âge médian | revenus médians |
| ------------- | --------------- | --------- | ---------- | --------------- |
| Tamatea Ouest | 2 001 personnes | 765       | 38,8 ans   | 26,800 $        |
| Tamatea Nord  | 1,683           | 615       | 34,6 anss  | 28,900 $        |
| Tamatea Est   | 1,731           | 651       | 36,3 ans   | 26,900 $        |
| New Zealand   |                 |           | 37,4 ans   | 31,800 $        |

## Éducation
- L’école Porritt School est une école primaire[5],[6] avec un effectif de 345 élèves[7].

- L’école Tamatea School est une école primaire publique [8] avec un effectif de 156 élèves[9].

- l’école Tamatea Intermediate est une école intermédiaire [10] avec un effectif de 160 élèves[11]

- l’école Tamatea High School (en) est une école secondaire publique, mixte[12],[13] avec un effectif de 340 élèves[14].

Toutes ces écoles sont mixtes. L’effectif est celui de mars 2021